# LFA 2023
La Temporada BetRegal 2023 de la LFA llamada así por el patrocinador principal de la liga fue la séptima edición de la Liga de Fútbol Americano Profesional de México. A diferencia la temporada anterior, esta campaña estuvo conformada por 10 equipos, con equipos en la Ciudad de México (2), Estado de México, Coahuila, Nuevo León, Querétaro, Jalisco, Tijuana, Chihuahua y Ciudad Juárez. Siendo la temporada más grande de la liga hasta el momento con 10 semanas de juego, juego de comodines semifinal y el Tazón México. Esta campaña se unieron 3 nuevos equipos los Reds de la Ciudad de México, los Caudillos de Chihuahua y los Jefes de Ciudad Juárez.
Nuevamente cada equipo tuvo su propio estadio, además el Tazón México VI tendrá como sede la ciudad de Chihuahua en el Estadio Olímpico Universitario.
Previo a la temporada BetRegal 2023, la LFA realizó el draft con los mejores jugadores sénior de las universidades más importantes de México que juegan en la Liga Mayor ONEFA, este se realizó en la Ciudad de México en el Foro Totalplay, reuniendo a más de 88 jugadores.
La competencia inició el sábado 4 de marzo en el Estadio de La Fortaleza Azul con el encuentro Reyes de Jalisco vs Gallos Negros de Querétaro, y concluyó el 10 de junio con el Tazón México VI en el que se enfrentaron Caudillos y Dinos.

## Equipos participantes
| Equipo          | Entrenador en jefe  | Ciudad                      | Estadio                  | Capacidad    |              |
| LFA BetRegal    | LFA BetRegal        | LFA BetRegal                | LFA BetRegal             | LFA BetRegal | LFA BetRegal |
| --------------- | ------------------- | --------------------------- | ------------------------ | ------------ | ------------ |
| 'Caudillos'     | Federico Landeros   | Chihuahua, Chihuahua        | Olímpico Universitario   | 22,000       |              |
| 'Dinos'         | Javier Adame        | Saltillo, Coahuila          | Francisco I. Madero      | 14,000       |              |
| 'Fundidores'    | Carlos Strevel      | Monterrey, Nuevo León       | Banorte                  | 10,057       |              |
| Galgos          | Héctor Del Águila   | Tijuana, Baja California    | Caliente                 | 27,333       |              |
| 'Gallos Negros' | Rubén Contreras     | Querétaro, Querétaro        | Olímpico Alameda         | 6,500        |              |
| Jefes           | Lorenzo Gathers     | Ciudad Juárez, Chihuahua    | 20 de noviembre          | 7,000        |              |
| 'Mexicas'       | Héctor Toxqui       | Ciudad de México            | Jesús Martínez "Palillo" | 6,000        |              |
| 'Raptors'       | Guillermo Gutiérrez | Naucalpan, Estado de México | José Ortega Martínez     | 3,700        |              |
| 'Reyes'         | Ernesto Alfaro      | Guadalajara, Jalisco        | La Fortaleza Azul        | 5,000        |              |
| 'Reds'          | Raúl Rivera         | Ciudad de México            | Disney CCM               | 3,000        |              |

## Acontecimientos relevantes
- Durante el Tazón México V se presentó la que sería la octava franquicia de la LFA, los Rarámuris de Chihuahua para la temporada 2023.[4]
- El 14 de septiembre se presentó al noveno equipo para la temporada 2023, los Reds de la Ciudad de México, equipo que competía en la liga FAM con el nombre de Rojos y de la cual logró salir campeón.[5]
- En septiembre de 2022 se realizó el primer tryout internacional de la LFA con sede en la ciudad de Los Ángeles en el que se presentaron 60 jugadores, entre ellos realizó la prueba una mujer para la posición de pateadora.
- La Liga FAM dio por finalizadas sus operaciones el 1 de septiembre, dejando a la deriva a todos los equipos miembros, algunos de ellos iniciaron pláticas para integrarse a la LFA.[6]
- En octubre de 2020 se presenta el décimo equipo para la temporada 2023, los Jefes de Ciudad Juárez, que previamente había participado en la liga FAM.[7]
- El 18 de octubre se presentó al undécimo equipo de la LFA para la temporada 2023, los Caudillos de Chihuahua, equipo que participaba en la liga FAM.[8]
- En noviembre de 2022 se realizó el segundo tryout internacional de la LFA con sede en la ciudad de Birmingham, Alabama, en donde se presentaron más de 100 jugadores.
- El 7 de Noviembre se anunció que el equipo Rarámuris de Chihuahua no participara en la temporada 2023, esto debido a ciertas irregularidades presentadas que comprometían sus compromisos con la liga, jugadores, personal y proveedores.[9]
- Previo a la temporada el equipo Galgos de Tijuana presentó a un destacado refuerzo, el exreceptor de los Dallas Cowboys de la NFL, Terrance Williams.[10]

## Cambios
- Estadios:
  - Los Raptors se mudaron del Campo de la FES Acatlán al Estadio José Ortega Martínez, también se anunció que jugarán el clásico vs Mexicas en el Estadio de la Ciudad de los Deportes.
  - Los Reyes se mudaron del Estadio Tres de Marzo al Estadio La Fortaleza Azul del ITESM Monterrey campus Guadalajara.
- Entrenadores en Jefe:
  - Gallos Negros: Rubén Contreras sustituyó a Félix Buendía (2022: 1-5, Sub-campeón).
  - Galgos: Héctor Del Águila sustituyó a Guillermo Ruiz Burgette (2020: 0-5, último lugar general).
  - Jefes: Lorenzo Gathers destituido.[11]
  - Fundidores: Carlos Strevel fue destituido, siendo sustituido por Jorge Valdez.[12]
  - Mexicas: Héctor Toxqui fue destituido siendo reemplazado por Sergio Lavanderos.

## Sistema de competencia

### Organización del calendario
Durante la temporada regular se jugarán 10 semanas, cada equipo se enfrentará a cada uno de los equipos y para la semana 10 se jugará la llamada semana de clásicos, en la que los equipos con mayor rivalidad de volverán a enfrentar, serán 5 juegos como local y 5 juegos como visita. Finalmente clasificarán a playoffs los mejores 6 equipos. 
Al finalizar la temporada regular, dará inicio un torneo de eliminación directa denominado postemporada o playoffs, que se jugara con los 6 mejores clasificados, entrando directo a semifinales los dos mejores equipos clasificados y los 4 equipos tendrán una ronda de comodines siendo locales los clasificados 3 y 4, los ganadores jugarán las semifinales las cuales determinarán a los equipos que se enfrentarán en el Tazón México VI. 

### Reglas
Las reglas de juego son las mismas de la National Football League, salvo por las siguientes excepciones:
- Los campos de juego pueden tener las hash marks del fútbol americano universitario, es decir, estar a una distancia de 40 pies. Sin embargo, para el Tazón México VI la distancia deberá ser de 18 pies con 6 pulgadas.
- El proceso de recepción no requiere que el jugador haga el movimiento de fútbol americano, solamente que tenga posesión del balón al terminar la jugada (sin importar que lo malabarée).
- El quarterback no tiene permitido usar dispositivos electrónicos en su casco para comunicarse con el plantilla de entrenadores.
- Los entrenadores y jugadores que se encuentren en la banca no tiene permitido usar dispositivos electrónicos tales como tabletas o monitores para revisar las jugadas recientes.

Adicionalmente, cada equipo puede tener hasta 12 jugadores extranjeros de cualquier nacionalidad.

### Criterios de desempate
Estos son los criterios de desempate sencillo (dos equipos).
- 1. Quedará mejor clasificado el equipo que haya ganado al resto de los equipos involucrados.
- 2. Juegos entre los equipos.
- 3. Puntos en contra.
- 4. Diferencia de puntos anotados y recibidos.
- 5. Mayor cantidad de puntos netos en partidos comunes.
- 6. Mayor cantidad de puntos netos en todos los partidos.
- 7. Lanzamiento de la moneda.

### Tope salarial
El tope salarial es de $3,000,000 MXN, aproximadamente $166, 964.00 USD. Hay cuatro niveles salariales, cada uno de los cuales está determinado por la Liga y es invariable para cualquier equipo:
- Nivel 1: jugadores extranjeros, hasta 12 por cada equipo, tienen el mayor salario y bonos para vivienda y alimentación.
- Nivel 2: jugadores franquicia, deben ser mexicanos y tienen el segundo mejor salario y bonos para vivienda y alimentación.
- Nivel 3: jugadores starters o titulares, de 17 hasta 20 por cada equipo, tienen un salario menor al nivel 2.
- Nivel 4: jugadores de la deep chart, reciben una gratificación simbólica.
- Nivel 5: jugadores del practice squad, reciben una gratificación solo si llegan a jugar.

## Draft
El Draft 2023 se realizó el 7 de enero en la Ciudad de México, teniendo como sede el Foro Totalplay. En el evento se declararon elegibles más de 80 jugadores sénior de la ONEFA. El Draft tuvo una trasmisión en Facebook Live, es las que estaban presentes Jugadores, Directivos y Comentaristas además de la realización de una alfombra roja.
| 1 | 1*  | Raptors vía Reds         | Ernesto Landa       | OL | Águilas Blancas       | 14 Grandes      |
| 1 | 2*  | Dinos vía Galgos         | Julio Covarrubias   | RB | Borregos Salvajes Mty | 14 Grandes      |
| 1 | 3   | Reyes                    | Johan Vázquez       | OL | Auténticos Tigres     | 14 Grandes      |
| 1 | 4   | Mexicas                  | Gabriel Luna        | OL | Pumas CU              | 14 Grandes      |
| 1 | 5   | Fundidores vía Raptors   | Issac Cuevas        | OL | Borregos Salvajes Mty | 14 Grandes      |
| 1 | 6   | Galgos                   | José Sánchez        | DB | Águilas Blancas       | 14 Grandes      |
| 1 | 7   | Gallos Negros            | Jacobo Sánchez      | DL | Borregos CEM          | 14 Grandes      |
| 1 | 8   | Raptors                  | Alexis Rodriguez    | WR | Linces UVM            | 14 Grandes      |
| 1 | 9   | Jefes                    | Omar Escarcega      | DL | Águilas               | Nacional Norte  |
| 1 | 10  | Caudillos                | Iván Hernández      | DL | Pumas Acatlán         | 14 Grandes      |
| 2 | 11* | Raptors vía Reds         | César Mandujano     | DB | Burros Blancos        | 14 Grandes      |
| 2 | 12* | Raptors vía Galgos       | Saúl Zanatta        | OL | Pumas Acatlán         | 14 Grandes      |
| 2 | 13  | Reyes                    | Raúl Espinoza       | OL | Borregos Puebla       | 14 Grandes      |
| 2 | 14  | Mexicas                  | Fabrizzio Giombini  | DB | Pumas Acatlán         | 14 Grandes      |
| 2 | 15* | Galgos vía Dinos         | Manuel Espriu       | WR | Borregos Querétaro    | Nacional Norte  |
| 2 | 16  | Galgos                   | José Gutiérrez      | DB | Águilas Blancas       | 14 Grandes      |
| 2 | 17* | Reyes vía Gallos Negros  | Miguel Aguilar      | LB | Pumas CU              | 14 Grandes      |
| 2 | 18  | Fundidores               | Claudio Montalvo    | TE | Auténticos Tigres     | 14 Grandes      |
| 2 | 19* | Reyes vía Jefes          | Alfonso Mendoza     | LB | Linces UVM            | Nacional Norte  |
| 2 | 20* | Reds vía Caudillos       | Brandon Pérez       | DL | Pumas CU              | 14 Grandes      |
| 3 | 21* | Gallos Negros vía Reds   | Aarón Pacheco       | WR | Pumas CU              | 14 Grandes      |
| 3 | 22  | Galgos                   | Armando Macías      | OL | Águilas Blancas       | 14 Grandes      |
| 3 | 23  | Reyes                    | Alejandro Coronado  | WR | Lobos UAdeC           | Nacional Norte  |
| 3 | 24  | Galgos vía Gallos Negros | Álvaro Vinageras    | LB | Pumas CU              | 14 Grandes      |
| 3 | 25  | Raptors                  | Julio García        | OL | Pumas CU              | 14 Grandes      |
| 3 | 26  | Galgos vía Dinos         | César González      | WR | Auténticos Tigres     | 14 Grandes      |
| 3 | 27  | Gallos Negros            | Benjamín Dimas      | OL | Leones Querétaro      | Nacional Centro |
| 3 | 28  | Fundidores               | Carlos Valdez       | RR | Auténticos Tigres     | 14 Grandes      |
| 3 | 29  | Jefes                    | Humberto Beltrán    | DB | Indios UACJ           | Nacional Norte  |
| 3 | 30  | Caudillos                | Álex Aguirre        | OL | Águilas               | Nacional Norte  |
| 4 | 31  | Reyes vía Reds           | Alejandro Rodríguez | DL | Borregos Guadalajara  | 14 Grandes      |
| 4 | 32  | Galgos                   | Ricardo Zamora      | DB | Cimarrones UABC       | Nacional Norte  |
| 4 | 33  | Reyes                    | César García        | LB | Burros Blancos        | 14 Grandes      |
| 4 | 34  | Mexicas                  | Fernando Socorro    | LB | Pumas CU              | 14 Grandes      |
| 4 | 35  | Raptors                  | Andoni Ruíz         | LB | Pumas Acatlán         | 14 Grandes      |
| 4 | 36  | Reyes                    | Christopher Real    | DL | Tecos UAG             | Nacional Centro |
| 4 | 37  | Fundidores               | Oscar Patricio      | DB | Pumas CU              | 14 Grandes      |
| 4 | 38  | Raptors                  | Raúl Reyes          | QB | Pumas CU              | 14 Grandes      |
| 4 | 39  | Caudillos                | Alejandro Baliño    | LB | Águilas Blancas       | 14 Grandes      |
| 4 | 40  | Reds                     | Brandon Vera        | DL | Burros Blancos        | 14 Grandes      |
| 5 | 41  | Galgos                   | Emmanuel Mariscal   | OL | Águilas Blancas       | 14 Grandes      |
| 5 | 42  | Reyes                    | Jair Rivero         | DL | Tecos UAG             | Nacional Centro |
| 5 | 43  | Mexicas                  | Anuar De la Concha  | WR | Pumas CU              | 14 Grandes      |
| 5 | 44  | Raptors                  | Carlos García       | WR | Burros Blancos        | 14 Grandes      |
| 5 | 45  | Gallos Negros            | José Olguín         | OL | Leones Cancún         | Nacional Centro |
| 5 | 46  | Fundidores               | Ricardo Anguiz      | QB | Águilas Blancas       | 14 Grandes      |
| 5 | 47  | Reds                     | Jonathan Vázquez    | K  | Leones A Norte        | 14 Grandes      |
| 5 | 48  | Galgos                   | Rodrigo De La Rosa  | OL | Cimarrones UABC       | Nacional Norte  |
| 5 | 49  | Reyes                    | Rodrigo Rojas       | WR | Tecos UAG             | Nacional Centro |
| 5 | 50  | Mexicas                  | Jaime García        | RB | Águilas Blancas       | 14 Grandes      |

     Selecciones complementarias
1* A cambio Francisco Espinoza (DL), Reds dio a Raptors su primera selección del Draft 2023.
2* A cambio Pick 6 1ra ronda, pick 15 y 16 segunda ronda, Galgos dio a Dinos su primera selección del Draft 2023.
5* A cambio Pick 5 1ra ronda, pick 8 y 12, Raptors dio a Fundidores su de 1ra ronda del Draft 2023.
11* A cambio Mario Rodríguez, Reds dio a Raptors su onceaba selección del Draft 2023.
12* A cambio Hermes Mireles (DL), Gallos dio a Raptos la doceaba selección del Draft 2023.

## Temporada Regular
El campo de entrenamiento comenzó en la primera semana de noviembre de 2022, algunos equipos comenzaron a trabajar con extranjeros a partir de enero 2023. La temporada regular se jugará de marzo a mayo, cada equipo enfrentará al resto de los equipos y tendrá una semana de clásico en el que se enfrentará con uno de los otros nueve equipos por segunda ocasión, uno como local y otro como visitante y además habrá una semana de descanso en Semana Santa.

### Calendario
- Los horarios corresponden al Tiempo del Centro de México en invierno (UTC-6).[13]

| Semana 1      | Semana 1 | Semana 1   | Semana 1                 | Semana 1 | Semana 1 | Semana 1                         | Semana 1  |
| Visitante     | Res.     | Local      | Estadio                  | Fecha    | Hora     | TV                               | Streaming |
| ------------- | -------- | ---------- | ------------------------ | -------- | -------- | -------------------------------- | --------- |
| Gallos Negros | 14 - 42  | Reyes      | La Fortaleza Azul        | 4-mar    | 17:00    |                                  | LFA       |
| Raptors       | 14 - 24  | Dinos      | Francisco I. Madero      | 4-mar    | 20:00    | AYM Sports Latin American Sports | LFA       |
| Galgos        | 24 - 6   | Mexicas    | Jesús Martínez "Palillo" | 5-mar    | 12:00    | AYM Sports                       | LFA       |
| Caudillos     | 20 - 12  | Jefes      | 20 de noviembre          | 5-mar    | 14:00    | Latin American Sports            | LFA       |
| Reds          | 31 - 15  | Fundidores | Banorte                  | 5-mar    | 17:00    | AYM Sports                       | LFA       |

| Semana 2   | Semana 2 | Semana 2      | Semana 2               | Semana 2 | Semana 2 | Semana 2                         | Semana 2  |
| Visitante  | Res.     | Local         | Estadio                | Fecha    | Hora     | TV                               | Streaming |
| ---------- | -------- | ------------- | ---------------------- | -------- | -------- | -------------------------------- | --------- |
| Dinos      | 7 - 32   | Reds          | Disney CCM             | 11-mar   | 13:00    |                                  | LFA       |
| Mexicas    | 17 - 14  | Gallos Negros | Olímpico Alameda       | 11-mar   | 17:00    | Latin American Sports AYM Sports | LFA       |
| Reyes      | 23 - 16  | Raptors       | José Ortega Martínez   | 11-mar   | 17:00    | Latin American Sports AYM Sports | LFA       |
| Galgos     | 16 - 51  | Caudillos     | Olímpico Universitario | 11-mar   | 19:00    | Latin American Sports AYM Sports | LFA       |
| Fundidores | 28 - 21  | Jefes         | 20 de noviembre        | 12-mar   | 14:00    |                                  | LFA       |

| Semana 3      | Semana 3 | Semana 3   | Semana 3               | Semana 3 | Semana 3 | Semana 3                                               | Semana 3  |
| Visitante     | Res.     | Local      | Estadio                | Fecha    | Hora     | TV                                                     | Streaming |
| ------------- | -------- | ---------- | ---------------------- | -------- | -------- | ------------------------------------------------------ | --------- |
| Mexicas       | 13 - 17  | Reyes      | La Fortaleza Azul      | 18-mar   | 17:00    |                                                        | LFA       |
| Reds          | 7 - 25   | Caudillos  | Olímpico Universitario | 18-mar   | 19:00    | Camba TV Latin American Sports                         | LFA       |
| Jefes         | 22 - 26  | Dinos      | Francisco I. Madero    | 18-mar   | 20:00    | AYM Sports Latin American Sports ITV Deportes          | LFA       |
| Raptors       | 13 - 27  | Galgos     | Caliente               | 19-mar   | 13:00    | AYM Sports Latin American Sports ITV Deportes Camba TV | LFA       |
| Gallos Negros | 31-34    | Fundidores | Banorte                | 19-mar   | 17:00    |                                                        | LFA       |

| Semana 4  | Semana 4 | Semana 4      | Semana 4                 | Semana 4 | Semana 4 | Semana 4                         | Semana 4  |
| Visitante | Res.     | Local         | Estadio                  | Fecha    | Hora     | TV                               | Streaming |
| --------- | -------- | ------------- | ------------------------ | -------- | -------- | -------------------------------- | --------- |
| Galgos    | 25 - 36  | Reds          | Disney CCM               | 25-mar   | 13:00    |                                  | LFA       |
| Jefes     | 22 - 31  | Raptors       | José Ortega Martínez     | 25-mar   | 17:00    | AYM Sports Latin American Sports | LFA       |
| Caudillos | 42 - 34  | Mexicas       | Jesús Martínez "Palillo" | 25-mar   | 20:00    | AYM Sports Latin American Sports | LFA       |
| Dinos     | 33 - 7   | Gallos Negros | Olímpico Alameda         | 26-mar   | 17:00    | Latin American Sports Camba TV   | LFA       |
| Reyes     | 7 - 31   | Fundidores    | Banorte                  | 26-mar   | 17:00    | AYM Sports                       | LFA       |

| Semana 5      | Semana 5 | Semana 5 | Semana 5                 | Semana 5 | Semana 5 | Semana 5                         | Semana 5  |
| Visitante     | Res.     | Local    | Estadio                  | Fecha    | Hora     | TV                               | Streaming |
| ------------- | -------- | -------- | ------------------------ | -------- | -------- | -------------------------------- | --------- |
| Raptors       | 15 - 0   | Mexicas  | Jesús Martínez "Palillo" | 1-abr    | 17:00    | AYM Sports Latin American Sports | LFA       |
| Caudillos     | 48 - 14  | Reyes    | La Fortaleza Azul        | 1-abr    | 17:00    |                                  | LFA       |
| Gallos Negros | 13 - 47  | Galgos   | Caliente                 | 1-abr    | 19:00    | AYM Sports Latin American Sports | LFA       |
| Reds          | 36 - 21  | Jefes    | 20 de noviembre          | 2-abr    | 14:00    |                                  | LFA       |
| Fundidores    | 31 - 38  | Dinos    | Francisco I. Madero      | 3-abr    | 17:00    | AYM Sports                       | LFA       |

| Semana 6      | Semana 6 | Semana 6  | Semana 6               | Semana 6 | Semana 6 | Semana 6                         | Semana 6  |
| Visitante     | Res.     | Local     | Estadio                | Fecha    | Hora     | TV                               | Streaming |
| ------------- | -------- | --------- | ---------------------- | -------- | -------- | -------------------------------- | --------- |
| Reyes         | 14 - 8   | Galgos    | Caliente               | 14-abr   | 19:00    | AYM Sports Latin American Sports | LFA       |
| Gallos Negros | 3 - 34   | Reds      | Disney CCM             | 15-abr   | 13:00    |                                  | LFA       |
| Dinos         | 19 - 29  | Caudillos | Olímpico Universitario | 15-abr   | 19:00    | AYM Sports Latin American Sports | LFA       |
| Fundidores    | 14 - 21  | Raptors   | José Ortega Martínez   | 16-abr   | 12:00    |                                  | LFA       |
| Mexicas       | 27 - 33  | Jefes     | 20 de noviembre        | 16-abr   | 14:00    | Latin American Sports            | LFA       |

| Semana 7  | Semana 7 | Semana 7      | Semana 7                 | Semana 7 | Semana 7 | Semana 7              | Semana 7  |
| Visitante | Res.     | Local         | Estadio                  | Fecha    | Hora     | TV                    | Streaming |
| --------- | -------- | ------------- | ------------------------ | -------- | -------- | --------------------- | --------- |
| Jefes     | 28 - 32  | Reyes         | La Fortaleza Azul        | 22-abr   | 17:00    | AYM Sports            | LFA       |
| Raptors   | 35 - 12  | Gallos Negros | Olímpico Alameda         | 22-abr   | 17:00    | Latin American Sports | LFA       |
| Reds      | 3 - 18   | Mexicas       | Jesús Martínez "Palillo" | 22-abr   | 20:00    |                       | LFA       |
| Galgos    | 10 - 33  | Dinos         | Francisco I. Madero      | 22-abr   | 20:00    | Latin American Sports | LFA       |
| Caudillos | 33 - 25  | Fundidores    | Banorte                  | 23-abr   | 17:00    |                       | LFA       |

| Semana 8      | Semana 8 | Semana 8  | Semana 8                 | Semana 8 | Semana 8 | Semana 8                                  | Semana 8  |
| Visitante     | Res.     | Local     | Estadio                  | Fecha    | Hora     | TV                                        | Streaming |
| ------------- | -------- | --------- | ------------------------ | -------- | -------- | ----------------------------------------- | --------- |
| Raptors       | 16 - 33  | Reds      | Disney CCM               | 29-abr   | 13:00    |                                           | LFA       |
| Dinos         | 33 - 31  | Reyes     | La Fortaleza Azul        | 29-abr   | 17:00    | Camba TV                                  | LFA       |
| Gallos Negros | 13 - 47  | Caudillos | Olímpico Universitario   | 29-abr   | 19:00    | AYM Sports                                | LFA       |
| Fundidores    | 24 - 8   | Mexicas   | Jesús Martínez "Palillo" | 29-abr   | 20:00    | Latin American Sports                     | LFA       |
| Galgos        | 27 - 0   | Jefes     | 20 de noviembre          | 30-abr   | 14:00    | Camba TV Latin American Sports AYM Sports | LFA       |

| Semana 9   | Semana 9 | Semana 9      | Semana 9             | Semana 9 | Semana 9 | Semana 9              | Semana 9  |
| Visitante  | Res.     | Local         | Estadio              | Fecha    | Hora     | TV                    | Streaming |
| ---------- | -------- | ------------- | -------------------- | -------- | -------- | --------------------- | --------- |
| Fundidores | 40 - 13  | Galgos        | Caliente             | 5-may    | 19:00    | AYM Sports Camba TV   | LFA       |
| Reyes      | 42 - 37  | Reds          | Disney CCM           | 6-may    | 13:00    |                       | LFA       |
| Caudillos  | 39 - 36  | Raptors       | José Ortega Martínez | 6-may    | 17:00    | Camba TV              | LFA       |
| Jefes      | 30 - 37  | Gallos Negros | Olímpico Alameda     | 6-may    | 17:00    | AYM Sports            | LFA       |
| Mexicas    | 21 - 38  | Dinos         | Francisco I. Madero  | 6-may    | 20:00    | Latin American Sports | LFA       |

| Semana 10 | Semana 10 | Semana 10     | Semana 10              | Semana 10 | Semana 10 | Semana 10                      | Semana 10 |
| Visitante | Res.      | Local         | Estadio                | Fecha     | Hora      | TV                             | Streaming |
| --------- | --------- | ------------- | ---------------------- | --------- | --------- | ------------------------------ | --------- |
| Dinos     | 34 - 55   | Fundidores    | Banorte                | 11-may    | 20:00     | AYM Sports Camba TV            | LFA       |
| Reds      | 10 - 17   | Galgos        | Caliente               | 13-may    | 19:00     | Camba TV                       | LFA       |
| Jefes     | 12 - 28   | Caudillos'    | Olímpico Universitario | 13-may    | 19:00     | AYM Sports                     | LFA       |
| Mexicas   | 34 - 6    | Raptors       | Ciudad de los Deportes | 14-may    | 12:00     | AYM Sports                     | LFA       |
| Reyes     | 47 - 22   | Gallos Negros | Olímpico Alameda       | 14-may    | 15:00     | Latin American Sports Camba TV | LFA       |

- Los horarios corresponden al Tiempo del Centro de México, para Tijuana el Tiempo del Pacífico.